# Ardisia blatteri
Ardisia blatteri là một loài thực vật thuộc họ Myrsinaceae. Đây là loài đặc hữu của Ấn Độ.